# Марлоу (Нью-Гемпшир)
Марлоу (англ. Marlow) — місто (англ. town) в США, в окрузі Чешир штату Нью-Гемпшир. Населення — 749 осіб (2020).

## Демографія
Згідно з переписом 2010 року, у місті мешкали 742 особи в 311 домогосподарстві у складі 219 родин. Було 408 помешкань
Расовий склад населення:
| - 98,0 % — білих - 0,5 % — корінних американців |

До двох чи більше рас належало 1,1 %. Частка іспаномовних становила 1,9 % від усіх жителів.
За віковим діапазоном населення розподілялося таким чином: 16,6 % — особи молодші 18 років, 67,5 % — особи у віці 18—64 років, 15,9 % — особи у віці 65 років та старші. Медіана віку мешканця становила 48,1 року. На 100 осіб жіночої статі у місті припадало 110,8 чоловіків;  на 100 жінок у віці від 18 років та старших — 102,3 чоловіків також старших 18 років.
Середній дохід на одне домашнє господарство  становив 71 843 долари США (медіана — 60 833), а середній дохід на одну сім'ю — 78 055 доларів (медіана — 67 885). Медіана доходів становила 53 409 доларів для чоловіків та 28 929 доларів для жінок. За межею бідності перебувало 6,8 % осіб, у тому числі 4,9 % дітей у віці до 18 років та 11,6 % осіб у віці 65 років та старших.
Цивільне працевлаштоване населення становило 348 осіб. Основні галузі зайнятості: освіта, охорона здоров'я та соціальна допомога — 26,1 %, виробництво — 18,4 %, роздрібна торгівля — 9,5 %, науковці, спеціалісти, менеджери — 8,0 %.